# 艾瑪·撒隆
艾瑪·撒隆（英語：Reverend Brother Aimar Sauron，1873年—1945年11月5日），又譯愛瑪·撒隆，法國裔天主教喇沙會修士，曾任香港聖若瑟書院第14任校長、喇沙書院創辦人兼創校校長。

## 生平
1873年，出生於法國。1893年，到達遠東，先後於星加坡聖若瑟書院，及檳城聖沙勿略書院任校長。
1914年，香港聖若瑟書院校長Bro. Peter Close 突然去世。艾瑪修士調往香港，任聖若瑟書院校長。擴建羅便臣道校舍，1917年在校園南邊建成新大樓。
1918年，聖若瑟書院羅便臣道舊大樓在南澳大地震中損毁嚴重，工務司署檢驗後認為不宜作教學用途。加上有感羅便臣道校園為天主教會物業，地方及設施不足發展。艾瑪修士多番籌措，得馬來亞、菲律賓多方喇沙會財力支持，遂以修士會名義，購入堅尼地道七號原德國會所作聖若瑟書院新址。并且在該處分別建成北、西兩翼。
1920年代，先後在九龍漆咸道和界限街購置土地，興建校舍，改善九龍區的教育。
1921年，政府通過《香港法例》第1048章《聖約瑟書院法團條例》，喇沙會在香港以聖若瑟書院名義，成立為法團。
1928年，在政府土地拍賣中以港幣12萬元，購入界限街十畝土地，1932年成立喇沙書院，為首任校長。
1941年，香港淪陷後，逃亡越南。1945年11月5日，在芽莊去世。
1966年，遺骨運回香港，安葬於跑馬地天主教聖彌額爾墳場。
2005年，喇沙書院擴建的兩座新翼，其中一座以他的名字來命名。